# Могилевский, Алексей Юрьевич
Алексей Юрьевич Могилевский (род. 7 февраля 1961 года, Свердловск, РСФСР, СССР) — российский музыкант и аранжировщик, композитор, вокалист, автор песен, радиоведущий. Участник групп «Урфин Джюс», «Флаг», Nautilus Pompilius, «Настя», аккомпанирующей группы Егора Белкина, собственного проекта «Ассоциация» (полное название — «Ассоциация содействия возвращению заблудшей молодёжи на стезю добродетели»). Внук художника и военного лётчика Владимира Могилевского.

## Биография
Окончил Свердловское музыкальное училище им. Чайковского и Культпросвет училище (эстрадно-духовое отделение). Музыкальную карьеру начал как вокалист ансамбля политической песни «Январь». В начале 1980-х играл как «сессионный музыкант» в разных свердловских рок-группах — «Настя», «Флаг», «Группа», сотрудничал с Егором Белкиным, занимался собственными студийными проектами.
В 1986 году создал группу «Ассоциация содействия возвращению заблудшей молодёжи на стезю добродетели». Первоначально под этим названием маскировались двое: Алексей Могилевский — автор песен, вокалист и мультиинструменталист — и гитарист Николай Петров. Название было позаимствовано у Герберта Уэллса.
Дебютировал экспромтом 11 января 1986 года на концерте в УралТехЭнерго и после вошёл в состав Nautilus Pompilius. Именно его музыкальная хватка и талант на настоящую роковую фактуру, даже в откровенно танцевальной мелодике, предопределили звучание тогдашнего «НП». А саксофонные партии являлись основными источниками слез поклонниц и романтического настроения.
После роспуска Вячеславом Бутусовым «звездного состава» «Наутилуса» в ноябре 1988 года Могилевский начал заниматься собственным проектом, работу над которым он не прекращал, даже когда был плотно занят в «Nautilus Pompilius» — «Ассоциация содействия возвращению заблудшей молодёжи на стезю добродетели». В начале 90-х принял участие в записи альбома Ольги Лебедевой и группы «Сама по себе» «Быть общей деткой» (при переиздании альбома на CD название «Сама по себе» было откинуто, а аккомпанирующим коллективом указана группа «Внуки Энгельса»).
В 1991 году вместе с Настей Полевой и Алексеем Хоменко принимает участие в записи альбома группы «ЧайФ» «Четвёртый стул».
В 1993 году Могилевский принял участие в проекте «„Nautilus Pompilius“: Отчёт за 10 лет», предложив кавер-версии песен «Я хочу быть с тобой» и «Всего лишь быть», участвуя в юбилейных концертах «Наутилуса». После записи альбома «Титаник» в 1994 году Могилевский принимает приглашение вернуться в состав «Нау», приступает к репетициям программы «Титаник». По его рекомендации в «Наутилусе» появляется новый гитарист — Николай Петров, соратник Могилевского по «Ассоциации».
Параллельно работе с НАУ Могилевский принимает участие в записи альбомов Александра Новикова («Шансоньетка», «С красавицей в обнимку») и Натальи Штурм («Я не надувная», «Школьный роман»).
После распада «Наутилуса» в 1997 году работал на студии Александра Новикова «SNR-Records» штатным аранжировщиком, сотрудником радиостанции «Наше Радио — Екатеринбург», являясь автором и исполнителем собственных программ «Гастрольные Байки» и «Гастрольные Ба-Байки». В то же время начал заниматься активным сочинительством рекламных и программных джинглов для местных радиостанций и телекомпаний, таких как «Радио Си», «4-й канал», АТН.
С 2002 года — штатный звукорежиссёр, аранжировщик, саунд-дизайнер и композитор отдела трехмерной графики и анимации «SL-Studio» под руководством Семёна Левина. Оформитель программ и межпрограммного пространства таких российских и зарубежных телекомпаний как ТВ-6, ТВС, СТВ (Новосибирск), 4-й канал (Екатеринбург), RTVi, ТВі. Автор главной заставки программы Первого Канала «Минута славы» (три сезона). Как сотрудник «SL-Studio» озвучил заглавные титры многих широко известных российских телесериалов («Менты», «Тайны следствия», «Агент национальной безопасности», «Я всё решу сама», «Можно я буду звать тебя мамой», «Соло для пистолета с оркестром», «Стилет» и многие другие). Автор фоновых (дополнительных) и шумовых саундтреков в телесериалах «Конвой PQ-17», «Штрафбат», «Узкий мост».
В рамках сотрудничества с детским продюсерским центром «Клёпа» написал музыку к мультфильмам «Оживи свою мечту (Пусть сбудется мечта)», «Загадка Триколора».
В содружестве с режиссёром-мультипликатором Д.Резчиковым сделал авторское переложение народной южно-американской боливийской мелодии «Heights Of Macchu Picchu» к мультфильму «Самый страшный зверь», а также явился автором музыки рекламной кампании «Chester любит Cheetos» (российская адаптация), реж. Д. Резчиков.
Официальный аранжировщик и автор музыки к фильму «К вам пришёл ангел».
Автор музыкальной концепции детского развивающего сайта "Жужа. Ежедневная сказка для детей"
В 2003 году принял участие в концерте группы «Кипелов» в ДС «Лужники», исполнив партию клавишных в песне «Ночь в июле».
В 2010 году принял участие в записи альбома «Прекрасное Жестоко» группы экс-солиста «Агаты Кристи» Глеба Самойлова «Глеб Самойлоff и The Matrixx», где исполнил партию саксофона в песне «Никто не выжил». Также Могилевский исполняет её на всех крупных выступлениях группы и играет на саксофоне во время исполнения кавер-версии песни Вячеслава Бутусова «Бриллиантовые дороги».
В 2014 году реанимировал «Ассоциацию», взяв в состав молодого гитариста Валерия Кузина. С реюнионом начались и первые после длительного затишья концерты, на которых впервые зазвучали песни с первых альбомов — «Угол» и «Калейдоскопия».
В 2017 году принимает участие в записи альбома «Mein lieber friend» группы Контора Кука.
В 2018 году записал песню «Усыпи-трава» для детского проекта «Жужа. Песни и пляски», вышедшем на виниловой пластинке и CD.
С 2016 года живёт и работает в Санкт-Петербурге.

## Дискография
Номерные альбомы с группой Флаг
- 1984 — Рок-монолог «Люди»
- 1985 — Поражение в кредит

Номерные альбомы с Егором Белкиным
- 1985 — Около радио
- 2020 — В Тулу со своим самоваром

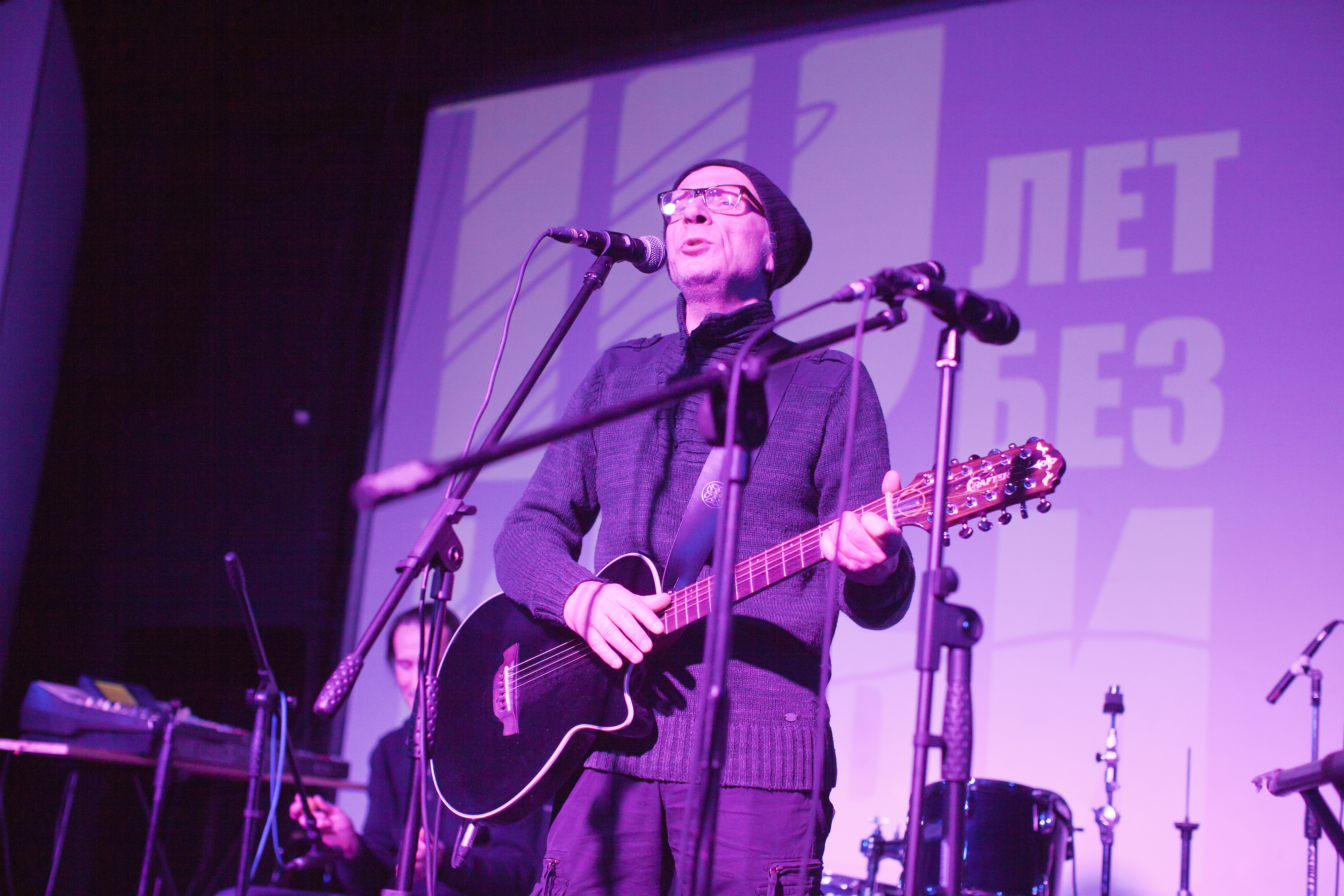
На концерте памяти Ильи Кормильцева, 2017

Номерные альбомы собственной группы Ассоциация
- 1986 — Угол
- 1987 — Команда 33 (песни из одноимённого фильма)
- 1988 — Калейдоскопия
- 1989 — Клетка для маленьких
- 1990 — Сторона
- 1991 — Щелкунчик

Номерные альбомы с группой Настя
- 1987 — Тацу

Номерные альбомы с Ольгой Лебедевой и группой Сама по себе
- 1990 — Быть общей деткой (магнитоальбом, в 1992 году переиздан как сольный альбом Ольги Лебедевой)

Номерные альбомы с группой ЧайФ
- 1991 — Четвёртый стул

Номерные альбомы в группе Наутилус Помпилиус
- 1986 — Разлука
- 1988 — Князь тишины
- 1994 — Титаник
- 1995 — Крылья
- 1997 — Яблокитай
- 1997 — Атлантида

Концертные альбомы в группе Наутилус Помпилиус
- 1987 — Подъём (Концерт в Таллине, 21 июня 1987)
- 1988 — Нау и Бригада С
- 1988 — Ни Кому Ни Кабельность
- 1988 — Отбой (концерт в ГЦКЗ «Россия», Москва, июнь 1988)
- 1988 — Раскол (концерт в Омске, октябрь 1988. Фактически представляет собой номерной альбом. См. статью Раскол)
- 1994 — Титаник Live (концерт в ГЦКЗ «Россия», Москва, 13 июня 1994)
- 1996 — Акустика (Лучшие песни) (концерт в ДК им. Горбунова, Москва, 2 марта 1996)

Трибьют с группой Наутилус Помпилиус
- 1993 — Отчёт 1983—1993

Номерные альбомы с группой Топ
- 1994 — Love Story

Номерные альбомы с Александром Новиковым
- 1994 — Шансоньетка
- 1996 — С красавицей в обнимку
- 2000 — Красивоглазая
- 2002 — Журавли над лагерем

Номерные альбомы с Натальей Штурм
- 1994 — Я не надувная
- 1995 — Школьный роман

Номерные альбомы с группой Глеб Самойлоff & The Matrixx
- 2010 — Прекрасное жестоко

Номерные альбомы с группой Пикник
- 2004 — Тень вампира

Номерные альбомы с группой Контора Кука
- 2017 — Mein lieber friend

## Музыка в кино
- 1987 — Команда «33»
- 1991 — Дети, бегущие от грозы (миниатюра «Мой милый Чиж»)
- 2004 — Узкий мост
- 2008 — Дважды в одну реку
- 2008 — Двое под дождём
- 2009 — Из жизни капитана Черняева
- 2010 — Основная версия